# Bezzia pseudogibbera
Bezzia pseudogibbera är en tvåvingeart som beskrevs av Gustavo R. Spinelli och Wirth 1990. Bezzia pseudogibbera ingår i släktet Bezzia och familjen svidknott.
Artens utbredningsområde är Panama. Inga underarter finns listade i Catalogue of Life.